# Norgesmesterskapet 2007
La Norgesmesterskapet 2007 di calcio fu la 102ª edizione della manifestazione. Iniziò il 19 maggio e si concluse l'11 novembre 2007 con la finale all'Ullevaal Stadion, vinta dal Lillestrøm per due a zero sullo Haugesund. La squadra detentrice era il Fredrikstad.

## Formula
La competizione fu interamente ad eliminazione diretta. Tutti i turni si svolsero in gara unica, con eventuali tempi supplementari e calci di rigore.

## Calendario

### Primo turno
|                 | Risultato |                   | Data                |
| --------------- | --------- | ----------------- | ------------------- |
| Kvik Halden     | 2-1       | Sarpsborg Sparta  | 19 maggio ore 16.00 |
| Lisleby         | 0-5       | Fredrikstad       | 19 maggio ore 16.00 |
| Manglerud Star  | 5-2       | Kjelsås           | 19 maggio ore 16.00 |
| Gjøvik-Lyn      | 0-3       | Raufoss           | 19 maggio ore 16.00 |
| Pors Grenland   | 2-0       | Asker             | 19 maggio ore 16.00 |
| Tollnes         | 1-4       | FK Arendal        | 19 maggio ore 16.00 |
| Randaberg       | 3-2       | Sandnes Ulf       | 19 maggio ore 16.00 |
| Åsane           | 3-1       | Fana              | 19 maggio ore 16.00 |
| Træff           | 0-5       | Kristiansund BK   | 19 maggio ore 16.00 |
| Byåsen          | 4-0       | Levanger          | 19 maggio ore 16.00 |
| Lofoten         | 3-2       | Mjølner           | 19 maggio ore 16.00 |
| Skarp           | 1-2       | Mo                | 19 maggio ore 16.00 |
| Greåker         | 0-1       | Moss              | 20 maggio ore 18.00 |
| Sprint-Jeløy    | 0-3       | Sarpsborg         | 20 maggio ore 18.00 |
| Follo           | 3-1       | Ullensaker/Kisa   | 20 maggio ore 18.00 |
| Nordstrand      | 1-5       | Groruddalen       | 20 maggio ore 18.00 |
| Rommen          | 1-0       | Eidsvold Turn     | 20 maggio ore 18.00 |
| Korsvoll        | 3-1       | Ringsaker         | 20 maggio ore 18.00 |
| Fagerborg       | 1-3       | Drøbak/Frogn      | 20 maggio ore 18.00 |
| Bærum           | 2-0       | Lørenskog         | 20 maggio ore 18.00 |
| Vollen          | 0-5       | Mjøndalen         | 20 maggio ore 18.00 |
| Skjetten        | 1-2       | Skeid             | 20 maggio ore 18.00 |
| Fjellhamar      | 2-5       | Nybergsund        | 20 maggio ore 18.00 |
| Strømmen        | 1-2       | Kongsvinger       | 20 maggio ore 18.00 |
| Fet             | 1-10      | Lyn Oslo          | 20 maggio ore 18.00 |
| Flisa           | 3-6       | Lillestrøm        | 20 maggio ore 18.00 |
| Lillehammer     | 1-4       | Hønefoss          | 20 maggio ore 18.00 |
| Brumunddal      | 0-3       | HamKam            | 20 maggio ore 18.00 |
| Toten           | 0-3       | Vålerenga         | 20 maggio ore 18.00 |
| Åmot            | 0-4       | KFUM Oslo         | 20 maggio ore 18.00 |
| Åssiden         | 1-9       | Stabæk            | 20 maggio ore 18.00 |
| Drammen         | 2-6       | Strømsgodset      | 20 maggio ore 18.00 |
| Sandar          | 0-5       | Sandefjord        | 20 maggio ore 18.00 |
| Eik-Tønsberg    | 1-9       | Tønsberg          | 20 maggio ore 18.00 |
| Svarstad        | 0-5       | Odd Grenland      | 20 maggio ore 18.00 |
| Herkules        | 0-3       | Notodden          | 20 maggio ore 18.00 |
| Vigør           | 1-5       | Flekkerøy         | 20 maggio ore 18.00 |
| Vindbjart       | 2-6       | Start             | 20 maggio ore 18.00 |
| Ålgård          | 1-4       | Mandalskameratene | 20 maggio ore 18.00 |
| Egersund        | 0-6       | Viking            | 20 maggio ore 18.00 |
| Vardeneset      | 0-4       | Bryne             | 20 maggio ore 18.00 |
| Åkra            | 2-3       | Vard Haugesund    | 20 maggio ore 18.00 |
| Djerv 1919      | 1-6       | Haugesund         | 20 maggio ore 18.00 |
| Kopervik        | 2-0       | Stavanger         | 20 maggio ore 18.00 |
| Trio            | 0-5       | Brann             | 20 maggio ore 18.00 |
| Norheimsund     | 0-4       | Løv-Ham           | 20 maggio ore 18.00 |
| Os              | 1-0       | Baune             | 20 maggio ore 18.00 |
| Øygard          | 2-0       | Fyllingen         | 20 maggio ore 18.00 |
| Askøy           | 4-2       | Loddefjord        | 20 maggio ore 18.00 |
| Fjøra           | 3-1       | Hødd              | 20 maggio ore 18.00 |
| Stryn           | 1-0       | Sogndal           | 20 maggio ore 18.00 |
| Sykkylven       | 0-7       | Aalesund          | 20 maggio ore 18.00 |
| Volda           | 2-0       | Averøykameratene  | 20 maggio ore 18.00 |
| KIL/Hemne       | 3-1       | Molde             | 20 maggio ore 18.00 |
| Orkla           | 3-0       | Nardo             | 20 maggio ore 18.00 |
| NTNUI           | 3-5       | Strindheim        | 20 maggio ore 18.00 |
| Tiller          | 1-3       | Steinkjer         | 20 maggio ore 18.00 |
| Kolstad         | 0-5       | Ranheim           | 20 maggio ore 18.00 |
| Stjørdals-Blink | 2-1       | Harstad           | 20 maggio ore 18.00 |
| Namsos          | 1-5       | Rosenborg         | 20 maggio ore 18.00 |
| Innstranden     | 1-3       | Alta              | 20 maggio ore 18.00 |
| Senja           | 0-3       | Tromsø            | 20 maggio ore 18.00 |
| Bossekop        | 1-3       | Tromsdalen        | 20 maggio ore 18.00 |
| Hammerfest      | 0-4       | Bodø/Glimt        | 20 maggio ore 18.00 |

### Secondo turno
|                 | Risultato |                   | Data                |
| --------------- | --------- | ----------------- | ------------------- |
| Kvik Halden     | 0-5       | Lyn Oslo          | 13 giugno ore 18.00 |
| Sarpsborg       | 0-4       | Fredrikstad       | 13 giugno ore 18.00 |
| Follo           | 3-5       | Korsvoll          | 13 giugno ore 18.00 |
| KFUM Oslo       | 2-3       | Skeid             | 13 giugno ore 18.00 |
| Rommen          | 0-7       | Moss              | 13 giugno ore 18.00 |
| Groruddalen     | 0-1       | Notodden          | 13 giugno ore 18.00 |
| Bærum           | 2-0       | HamKam            | 13 giugno ore 18.00 |
| Kongsvinger     | 5-0       | Pors Grenland     | 13 giugno ore 18.00 |
| Nybergsund      | 4-1       | Strindheim        | 13 giugno ore 18.00 |
| Raufoss         | 0-2       | Drøbak/Frogn      | 13 giugno ore 18.00 |
| Hønefoss        | 3-0       | Os                | 13 giugno ore 18.00 |
| Mjøndalen       | 2-3       | Vålerenga         | 13 giugno ore 18.00 |
| FK Arendal      | 1-3       | Odd Grenland      | 13 giugno ore 18.00 |
| Flekkerøy       | 0-1       | Haugesund         | 13 giugno ore 18.00 |
| Randaberg       | 0-6       | Viking            | 13 giugno ore 18.00 |
| Kopervik        | 3-1       | Mandalskameratene | 13 giugno ore 18.00 |
| Askøy           | 0-5       | Bryne             | 13 giugno ore 18.00 |
| Løv-Ham         | 3-1       | Åsane             | 13 giugno ore 18.00 |
| Øygard          | 0-5       | Brann             | 13 giugno ore 18.00 |
| Fjøra           | 0-4       | Stabæk            | 13 giugno ore 18.00 |
| Stryn           | 2-9       | Strømsgodset      | 13 giugno ore 18.00 |
| Volda           | 1-3       | Aalesund          | 13 giugno ore 18.00 |
| Kristiansund BK | 5-6       | Manglerud Star    | 13 giugno ore 18.00 |
| Orkla           | 0-5       | Lillestrøm        | 13 giugno ore 18.00 |
| Stjørdals-Blink | 0-6       | Tromsø            | 13 giugno ore 18.00 |
| Mo              | 3-2       | Ranheim           | 13 giugno ore 18.00 |
| Lofoten         | 1-3       | Bodø/Glimt        | 13 giugno ore 18.00 |
| Tromsdalen      | 3-2       | Byåsen            | 13 giugno ore 18.00 |
| Alta            | 1-0       | Steinkjer         | 13 giugno ore 18.00 |
| Tønsberg        | 2-0       | Sandefjord        | 13 giugno ore 18.00 |
| Vard Haugesund  | 0-5       | Start             | 13 giugno ore 18.00 |
| KIL/Hemne       | 3-4       | Rosenborg         | 13 giugno ore 18.00 |

### Terzo turno
|                | Risultato |              | Data                |
| -------------- | --------- | ------------ | ------------------- |
| Vålerenga      | 4-1       | Mo           | 26 giugno ore 18.00 |
| Fredrikstad    | 1-2       | Nybergsund   | 27 giugno ore 18.00 |
| Moss           | 0-3       | Strømsgodset | 27 giugno ore 18.00 |
| Drøbak/Frogn   | 0-2       | Viking       | 27 giugno ore 18.00 |
| Manglerud Star | 0-1       | Start        | 27 giugno ore 18.00 |
| Korsvoll       | 2-5       | Stabæk       | 27 giugno ore 18.00 |
| Notodden       | 2-1       | Kongsvinger  | 27 giugno ore 18.00 |
| Odd Grenland   | 4-1       | Tønsberg     | 27 giugno ore 18.00 |
| Haugesund      | 4-0       | Løv-Ham      | 27 giugno ore 18.00 |
| Kopervik       | 0-5       | Brann        | 27 giugno ore 18.00 |
| Aalesund       | 2-0       | Alta         | 27 giugno ore 18.00 |
| Bodø/Glimt     | 1-0       | Hønefoss     | 27 giugno ore 18.00 |
| Tromsø         | 4-0       | Tromsdalen   | 27 giugno ore 18.00 |
| Skeid          | 0-2       | Rosenborg    | 28 giugno ore 18.00 |
| Lillestrøm     | 4-0       | Bærum        | 28 giugno ore 18.00 |
| Bryne          | 1-2       | Lyn Oslo     | 28 giugno ore 18.00 |

### Quarto turno
|              | Risultato |              | Data                |
| ------------ | --------- | ------------ | ------------------- |
| Lyn Oslo     | 1-0       | Bodø/Glimt   | 25 luglio ore 18.00 |
| Lillestrøm   | 1-0       | Aalesund     | 25 luglio ore 18.00 |
| Strømsgodset | 4-1       | Notodden     | 25 luglio ore 18.00 |
| Start        | 0-1       | Haugesund    | 25 luglio ore 18.00 |
| Rosenborg    | 1-2       | Odd Grenland | 25 luglio ore 18.00 |
| Viking       | 2-0       | Brann        | 25 luglio ore 20.00 |
| Nybergsund   | 3-1       | Vålerenga    | 26 luglio ore 18.00 |
| Stabæk       | 3-0       | Tromsø       | 8 agosto ore 18.00  |

### Quarti di finale
|              | Risultato |            | Data                |
| ------------ | --------- | ---------- | ------------------- |
| Haugesund    | 6-1       | Nybergsund | 18 agosto ore 16.00 |
| Odd Grenland | 2-1       | Viking     | 18 agosto ore 19.00 |
| Strømsgodset | 2-4       | Stabæk     | 19 agosto ore 16.00 |
| Lyn Oslo     | 0-1       | Lillestrøm | 19 agosto ore 19.00 |

### Semifinali
|            | Risultato |              | Data                   |
| ---------- | --------- | ------------ | ---------------------- |
| Haugesund  | 1-0       | Odd Grenland | 26 settembre ore 16.00 |
| Lillestrøm | 2-0       | Stabæk       | 26 settembre ore 19.00 |

### Finale
| Arbitro: | Per Ivar Staberg |

|  |           |                       |
|  | Marcatori | 57’ Occean 90’ Occean |

| Haugesund | Lillestrøm |

#### Formazioni
| Haugesund (4-3-3) |    |                        |     |
|                   |    |                        |     |
| POR               | 1  | Per Morten Kristiansen |     |
| TD                | 2  | Bjørn Strøm            |     |
| DC                | 3  | Elias Storm            |     |
| DC                | 8  | Eirik Horneland (C)    |     |
| TS                | 18 | Carlos Castro Mora     | 86’ |
| CEN               | 17 | Dag Roar Ørsal         |     |
| CEN               | 15 | Rodolfo Rodríguez      |     |
| CEN               | 4  | Svein Tore Brandshaug  | 65’ |
| ATT               | 22 | Sten Ove Eike          | 65’ |
| ATT               | 16 | Cam Weaver             |     |
| ATT               | 14 | Stian Johnsen          |     |
| A disposizione:   |    |                        |     |
| POR               | 12 | Lars Øvernes           |     |
| DIF               | 5  | Arild Andersen         |     |
| CEN               | 6  | Jonas Johansen         | 86’ |
| CEN               | 7  | Petter Larsen          | 65’ |
| CEN               | 11 | Tor Arne Andreassen    | 65’ |
| CEN               | 19 | Kevin Nicol            |     |
| ATT               | 26 | Tor Olve Fagnastøl     |     |
| Allenatore:       |    |                        |     |
| Rune Skarsfjord   |    |                        |     |

| Lillestrøm (4-3-3) |    |                        |  |         |
|                    |    |                        |  |         |
| POR                | 1  | Otto Fredrikson        |  |         |
| TD                 | 2  | Anders Rambekk         |  | 21’     |
| DC                 | 23 | Pål Steffen Andresen   |  |         |
| DC                 | 13 | Frode Kippe (C)        |  |         |
| TS                 | 15 | Marius Johnsen         |  | 68’     |
| CEN                | 25 | Khaled Mouelhi         |  |         |
| CEN                | 14 | Simen Brenne           |  |         |
| CEN                | 7  | Espen Søgård           |  |         |
| ATT                | 10 | Bjørn Helge Riise      |  |         |
| ATT                | 30 | Olivier Occéan         |  |         |
| ATT                | 11 | Magnus Myklebust       |  | 58’     |
| A disposizione     |    |                        |  |         |
| POR                | 1  | Lars Ivar Moldskred    |  |         |
| DIF                | 3  | Shane Stefanutto       |  | 79’ 68’ |
| DIF                | 5  | Dan Anton Johansen     |  |         |
| CEN                | 6  | Pål Strand             |  |         |
| ATT                | 12 | Tore Andreas Gundersen |  |         |
| CEN                | 18 | Arild Sundgot          |  | 58’     |
| CEN                | 21 | Karim Essediri         |  |         |
| Allenatore:        |    |                        |  |         |
| Tom Nordlie        |    |                        |  |         |